# District de Xinxing
Pour les articles homonymes, voir Xinxing.
Le district de Xinxing (新兴区 ; pinyin : Xīnxīng Qū) est une subdivision administrative de la province du Heilongjiang en Chine. Il est placé sous la juridiction de la ville-préfecture de Qitaihe.